# Placosoma glabella
Placosoma glabella är en ödleart som beskrevs av  Peters 1870. Placosoma glabella ingår i släktet Placosoma och familjen Gymnophthalmidae. Inga underarter finns listade i Catalogue of Life.